# 수원남부소방서
수원남부소방서는 경기도 수원시 남부 권역을 관할하는 경기도 소방재난본부 산하의 소방서이다.
2009년에 폐지되었다가 2019년 10월 1일자로 수원남부소방서가 설치되었다. 소방서장은 현재 이종충(소방정)이다.

## 연혁
1947.  5. 1. 수원소방서 개서
1996. 10. 5. 수원남부소방서 개청 / 남부119안전센터 개소
2009. 12. 1. 수원소방서 통합 
2019. 10. 1. 수원남부소방서 개청(수원소방서 분리)

## 조직
| - [소방행정과] - →소방행정팀 - →회계장비팀             | - [재난예방과] - →예방대책팀 - →생활안전팀 - →소방민원팀       | - [재난대응과] - →대응전략팀 - →구조팀 - →구급팀 |  |
| - [소방안전특별점검단] - →화재안전조사팀 - →소방사법팀 | - [현장지휘단] - →지휘조사 1팀 - →지휘조사 2팀 - →지휘조사 3팀 |                                                  |  |

## 관할센터 및 관할구역
수원남부소방서는 6개의 119안전센터와 1개의 구조대,구급대를 산하에 두고 있다.
| 명칭                     | 주소                | 관할구역                                                                                          |
| 남부119안전센터          | 권선구 동수원로 286 | 권선구 권선1,2동, 곡반정동, 대황교동, 장지동, 팔달구 인계동                                       |
| 매산119안전센터          | 팔달구 매산로 89    | 권선구 세류2,3동, 팔달구 매교동, 교동, 매산로, 팔달로, 중동, 구천동, 남창동, 영동, 고등동, 신풍동 |
| 지만119안전센터          | 팔달구 경수대로 660 | 팔달구 지동, 우만동, 남수동, 매향동, 장안동, 북수동                                               |
| 서둔119안전센터          | 권선구 서호동로 48  | 권선구 서둔동, 구운동, 탑동, 팔달구 화서동                                                        |
| 고색119안전센터          | 권선구 서부로 1614  | 권선구 고색동, 평동, 평리동, 오목천동, 세류1동                                                    |
| 호매실119안전센터        | 권선구 금곡로 194   | 권선구 호매실동, 금곡동, 입북동, 당수동                                                           |
| 수원남부소방서 119구조대 | 권선구 권선로 669   | 경기도 수원시 권선구, 팔달구                                                                      |
| 수원남부소방서 119구급대 | 권선구 동수원로 286 | 경기도 수원시 권선구, 팔달구                                                                      |

## 같이 보기
- 대한민국 소방방재청
- 대한민국의 소방
- 소방관 계급